# Jiří Kabyl
Jiří Kabyl (* 11. ledna 1965, Praha) je bývalý český fotbalista, záložník.

## Fotbalová kariéra
Hrál za Spartu Praha, TJ Vagónka Česká Lípa, RH Cheb, SK Sigma Olomouc, TJ Vítkovice, FK Teplice a FK Chmel Blšany. V lize odehrál 126 utkání a dal 24 gólů. V evropských pohárech odehrál za Olomouc 3 utkání. Se Spartou získal v letech 1984 a 1985 dvakrát ligový titul. V reprezentaci do 21 let nastoupil ke 4 utkáním. Po skončení aktivní kariéry působil jako rozhodčí, poté od sezóny 2020/2021 jako delegát fotbalového svazu.

## Ligová bilance
| Ročník                                   | Zápasy | Góly | Klub             |
| ---------------------------------------- | ------ | ---- | ---------------- |
| 1. československá fotbalová liga 1981/82 | 2      | 0    | Sparta Praha     |
| 1. československá fotbalová liga 1982/83 | 1      | 0    | Sparta Praha     |
| 1. československá fotbalová liga 1983/84 | 1      | 0    | Sparta Praha     |
| 1. československá fotbalová liga 1984/85 | 1      | 0    | Sparta Praha     |
| 1. československá fotbalová liga 1987/88 | 1      | 0    | RH Cheb          |
| 1. československá fotbalová liga 1988/89 | 9      | 2    | RH Cheb          |
| 1. československá fotbalová liga 1989/90 | 29     | 2    | RH Cheb          |
| 1. československá fotbalová liga 1990/91 | 30     | 10   | SKP Union Cheb   |
| 1. československá fotbalová liga 1991/92 | 9      | 1    | SK Sigma Olomouc |
| 1. československá fotbalová liga 1992/93 | 3      | 0    | SK Sigma Olomouc |
| 1. československá fotbalová liga 1992/93 | 13     | 3    | TJ Vítkovice     |
| CELKEM                                   | 99     | 18   |                  |